# Anathallis aristulata
Anathallis aristulata es una especie de orquídea de hábitos de epifita originaria de Brasil donde se encuentra en la Mata Atlántica.

## Taxonomía
Anathallis aristulata fue descrito por (Lindl.) Luer y publicado en  Monographs in systematic botany from the Missouri Botanical Garden 112: 118. 2007.
Sinonimia
- Humboltia aristulata (Lindl.) Kuntze
- Pleurothallis aristulata Lindl.	basónimo
- Specklinia aristulata (Lindl.) Luer[2][4][5]